# Girasole (Italia)
Girasole (Gelisuli in sardo) è un comune italiano di 1 362 abitanti della provincia dell'Ogliastra in Sardegna. Si trova a 8 metri sul livello del mare.

## Geografia fisica

### Territorio

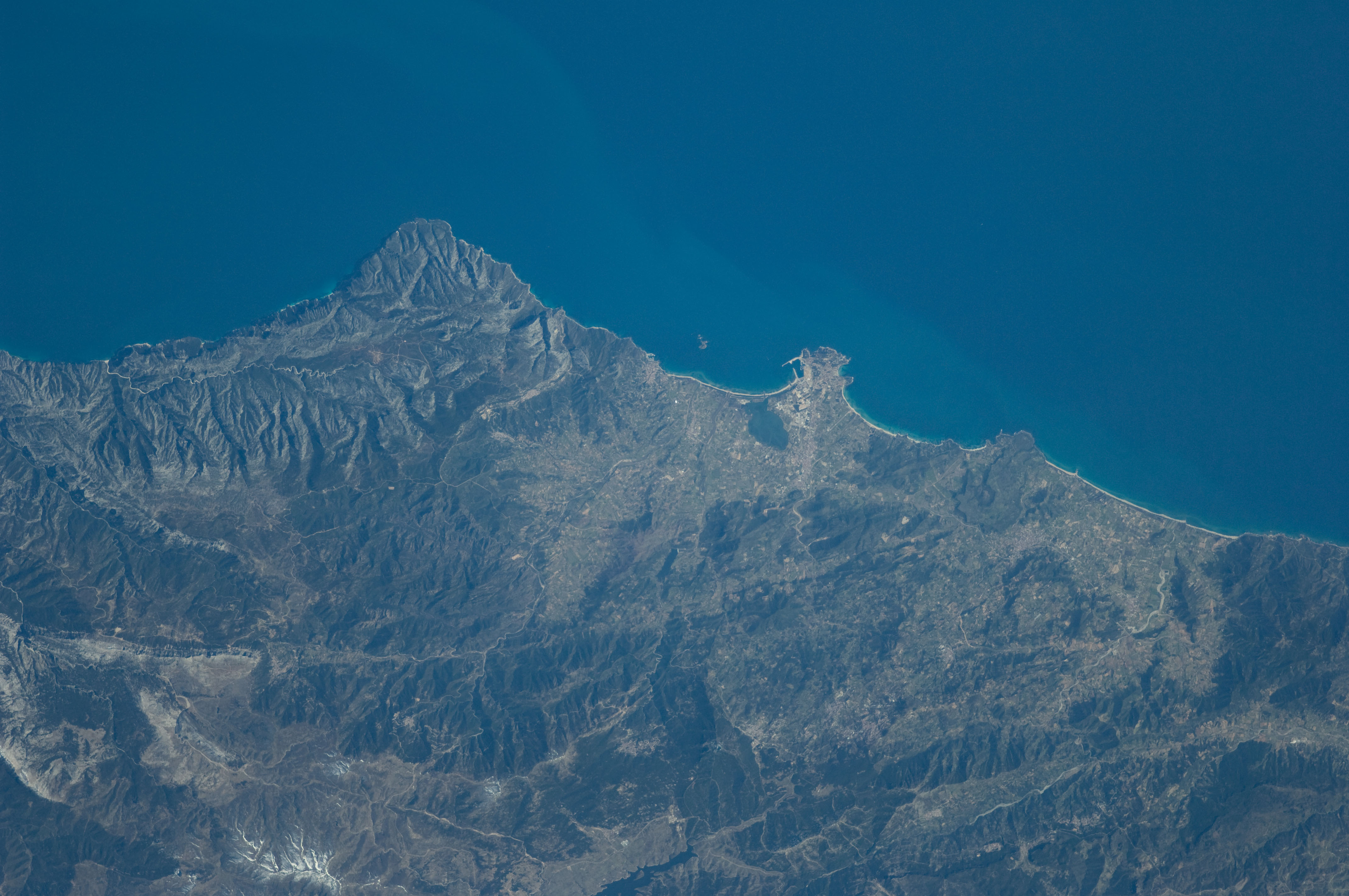
Vista satellitare

La posizione centrale nella piana ogliastrina, presso la riva nord-ovest dello stagno di Tortolì, la vicinanza del porto di Arbatax (5 km), dell'aeroporto di Tortolì (6 km), ne fanno una meta facilmente raggiungibile. Lo stagno costituisce un’area di grandissimo interesse naturalistico, poiché è l’habitat di numerose specie di uccelli e piante palustri.

## Origini del nome
Secondo alcuni storici Girasole corrisponde all'antica Sulci Tirrenica. Dai tempi di Caracalla si fa riferimento a Sulci quale importante stazione della zona orientale della Sardegna. Il nome Sulci ricorre anche in altri toponimi sardi.
Il toponimo ha avuto numerose modifiche nel corso dei secoli divenendo nel Trecento "Gerosuli", nel Cinquecento "Gelisoi", e infine dallo studioso Allodio è citata con il nome "Girasol", anche se nel sardo locale viene chiamata "Gelisuli".

## Storia
Il territorio è abitato sin dal periodo nuragico. Fenici e Cartaginesi fecero dell'antica Sulci Tirrenica un importante scalo, divenendo, col tempo, uno scalo permanente grazie alle favorevoli condizioni del porto, situato nell'area dello stagno, più vasto e profondo di quanto sia attualmente. L'importanza dello scalo è confermata dalla presenza di costruzioni difensive, che fanno intuire la necessità di proteggerlo dagli assalti dei nemici. Lo sviluppo dello scalo proseguì anche sotto la dominazione romana, che ne fece un'importante base di partenza per le spedizioni contro le continue razzie dei barbaricini delle zone interne e degli invasori arabi.
Durante l'Alto Medioevo, l'antica Sulci dovette sicuramente subire un periodo di forte recessione demografica e sociale.
Il paese medievale faceva parte della curatoria d'Ogliastra, del giudicato di Calari. Nel 1258, con la tripartizione del Giudicato, Girasole entrò a far parte del giudicato di Gallura e nel 1288 divenne un possedimento coloniale oltremarino della Repubblica di Pisa. La dominazione pisana sul territorio, fu talmente avversata dagli ogliastrini che, quando nel 1323 la corona d'Aragona iniziò la conquista dell'Isola, il castello di Ogliastra gli si arrese aprendo le porte, aiutando anzi l'invasore negli assedi dei castelli di Orosei, Terranova (l'attuale Olbia) e Quirra, ottenendo in cambio riduzioni nelle tasse doganali e maggiori poteri per il capitano di giustizia della zona.
Dal 1324 diventò quindi una villa del Regno di Sardegna e insieme agli altri paesi dell'Ogliastra venne concesso in feudo al conte di Quirra Berengario Carroz. A causa della guerra tra il Regno di Sardegna e il Regno di Arborea, fra il 1365 e il 1409 con Tortolì assunse la fisionomia curatoriale arborense. In seguito tornò ai Carroz di Quirra. Ultima erede fu Violante, morta nel 1511, che lo lasciò ai Centelles, che nel 1604 divennero marchesi di Quirra. Nel 1674, estinti i Centelles, il feudo passò all'erede designato Francesco Pasquale Borgia. Dopo una lunga lite giudiziaria, nel 1726 i Català ne entrarono in possesso fino al 1801, quando passò agli Osorio de la Cueva. Il paese venne riscattato alla famiglia degli Osorio il 1 aprile 1840.
Fino a qualche secolo fa a significare l'importanza di Girasole c'erano almeno sei chiese: quella di S. Antonio, di S. Vittoria, di S. Costantino, di S. Sebastiano, di S. Antioco e l'unica ad oggi rimasta in piedi e restaurata di recente della Monserrata.

### Simboli
Lo stemma e il gonfalone del comune di Girasole sono stati concessi con decreto del 21 ottobre 2004.
Il gonfalone è un drappo di giallo con la bordatura di verde.

## Monumenti e luoghi di interesse

### Architetture religiose
La chiesa parrocchiale intitolata alla Madonna del Monserrato, patrona di Girasole, venne edificata in stile gotico-catalano intorno al XV secolo. Presenta una semplice pianta rettangolare ad una sola navata su cui si affacciano le cappelle laterali. L’imponente e asimmetrica facciata di colore bianco ospita nella parte inferiore, compreso fra due massicci pilastri, un modesto portale d’ingresso; nella parte superiore, domina il grande campanile a vela con tre aperture ogivali dotate di campane poste su due livelli differenti, e ornate lateralmente e alla sommità da elementi decorativi cuspidati.
Il restauro interno ed esterno completato nel 2014 ha portato alla luce su una navata alcuni affreschi di epoca recente mentre altri realizzati oltre 300 anni fa sono emersi sull'altare. 

### Siti archeologici
Scavi archeologici, effettuati nel 1966 nella collina a nord del paese, nell’antico castello di Medusa, hanno portato alla luce resti di costruzioni edilizie a grossi blocchi posati a secco, che ripetono la tipologia edilizia degli edifici punici di Sant'Antioco e che non possono che essere attribuiti ad una costruzione cartaginese, databile tra il IV e il III sec a. C., con ogni probabilità preceduto a sua volta da un edificio fenicio più arcaico. Numerosi reperti sono stati rinvenuti anche negli anni '80, quando la draga ha bonificato lo stagno, confermando quanto emerso dagli scavi.

## Società

### Evoluzione demografica
Abitanti censiti

### Lingue e dialetti
La variante del sardo parlata a Girasole è il campidanese ogliastrino.

## Cultura

### Eventi
Le feste più importanti sono su Fogoroni, rito dedicato a sant'Antonio abate che attraversa tutta l'isola e che mescola devozione cristiana ad antiche tradizioni pagane, si svolge a metà gennaio con l'accensione di un grosso falò e il consumo tradizionale di fave e lardo.
Sant'Antioco, festeggiato tradizionalmente due domeniche dopo Pasqua con una processione, balli in piazza e musiche tradizionali.
Ad aprile si svolge Pratzas de Gelisuli, manifestazione in cui gli abitanti aprono le proprie case ai visitatori e che vede articolarsi per le vie del paese un percorso enogastronomico. Si svolgono anche spettacoli musicali, concorsi, mostre ed altri eventi culturali.
A luglio viene organizzata la sagra de is culurgionis uno dei piatti tipici locali, che consiste in una pasta fresca chiusa con una cucitura a spiga, ripiena di patate e formaggio pecorino.
Ad agosto ha luogo il Festival internazionale del folklore che vede esibirsi gruppi folk locali unitamente a gruppi provenienti da Africa, Sud America, Asia ed est Europa.
A settembre è il turno della festa in onore della Monserrata, patrona di Girasole, vissuta attraverso il rito religioso della processione e i festeggiamenti nell'anfiteatro comunale.

## Amministrazione
| Periodo        | Periodo        | Primo cittadino              | Partito                             | Carica  | Note   |
| -------------- | -------------- | ---------------------------- | ----------------------------------- | ------- | ------ |
| 23 aprile 1995 | 24 maggio 1998 | Dante Piras                  | liste civiche di centro-sinistra    | sindaco | [ 6 ]  |
| 24 maggio 1998 | 27 maggio 2002 | Giulio Murgia                | centro                              | sindaco | [ 7 ]  |
| 27 maggio 2002 | 28 maggio 2007 | Antonio Giovanni Maria Podda | centro                              | sindaco | [ 8 ]  |
| 28 maggio 2007 | 11 giugno 2012 | Antonio Giovanni Maria Podda | lista civica                        | sindaco | [ 9 ]  |
| 11 giugno 2012 | 11 giugno 2017 | Gianluca Congiu              | lista civica "Unità e Rinnovamento" | sindaco | [ 10 ] |
| 11 giugno 2017 | 13 giugno 2022 | Gianluca Congiu              | lista civica "Unità e Rinnovamento" | sindaco | [ 11 ] |
| 13 giugno 2022 | in carica      | Lodovico Piras               | lista civica "Girasole nel cuore"   | sindaco | [ 12 ] |

## Sport

### Calcio
La più antica società calcistica del paese è la Polisportiva Girasole, nata nel 1964. Nel 2015/2016 ha partecipato al campionato sardo di Promozione.
È, invece, del 2012 la nascita della Polisportiva Birdesu, militante nel campionato regionale di Seconda Categoria.
Di recente formazione anche la società di atletica leggera ASD Tortoli - Girasole, organizzatrice della gara podistica estiva "A curreras".